# 497
El 497 (CDXCVII) fou un any comú començat en dimecres del calendari julià.

## Esdeveniments
- Llibre sagrat del jainisme, Siddantha
- Els francs derroten els alamans

## Necrològiques
- Hàixim ibn Abd-Manaf, avantpassat de Mahoma